# 하비 피카

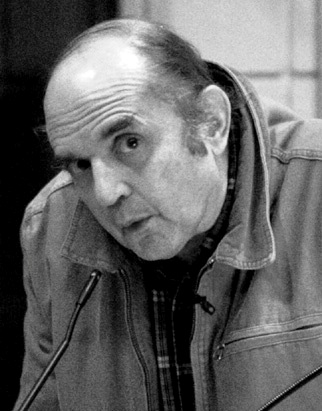
하비 피카

하비 로런스 피카(Harvey Lawrence Pekar, 1939년 10월 8일 ~ 2010년 7월 12일)는 미국의 만화 스토리 작가이다.